# Tomás González (Fußballspieler, 1977)
Tomás Alberto González Vera (* 21. Dezember 1977 in Asunción) ist ein ehemaliger paraguayischer Fußballspieler. Der als Mittelfeldspieler oder als Stürmer eingesetzte Spieler bestritt elf Länderspiele für Paraguay und wurde auf Vereinsebene 2002 mit Olimpia Sieger der Copa Libertadores.

## Karriere

### Verein
Tomás González begann seine Karriere 1998 in seinem Heimatland bei Cerro Corá. 1999 wechselte der Offensivspieler nach Chile zu den Rangers de Talca. Nach seiner Rückkehr in die Heimat 2001 spielte er für den Verein Olimpia, mit dem er seine größten Erfolge als Vereinsspieler feierte. Im Finale der Copa Libertadores 2002 besiegte der paraguayische Klub Brasiliens Vertreter AD São Caetano und setzte sich so die Krone des Vereinsfußballs Südamerikas auf. Anschließend spielte González noch für weitere Klubs in Paraguay. 2009 war er nochmal in Chile beim CD Cobreloa aktiv, ehe er seine Profilaufbahn in seiner Heimat bei Sportivo Luqueño 2010 beendete.

### Nationalmannschaft
In der paraguayischen Nationalmannschaft bestritt Tomás González insgesamt elf Länderspiele, in denen er zwei Treffer erzielte. Er debütierte im März 1998 beim Freundschaftsspiel gegen die USA und stand zuletzt für die Nationalelf im Juni 2000 beim Freundschaftsspiel gegen Australien auf dem Platz. Alle seine elf Länderspiele waren Freundschaftsspiele.

## Erfolge
Olimpia
- Sieger der Copa Libertadores: 2002